# Metromenus velox
Metromenus velox är en skalbaggsart som beskrevs av Sharp 1903. Metromenus velox ingår i släktet Metromenus och familjen jordlöpare. Inga underarter finns listade i Catalogue of Life.